# Lancia Musa
A Lancia Musa az olasz Lancia autógyár 2004-től 2012-ig gyártott egyterű modellje volt.